# Метанотрофи
Метанотрофи — мікроорганізми (зазвичай бактерії), що можуть використовувати газ метан як єдине джерело вуглецю і енергії. Вони вимагають одно-вуглецевих сполук і кисню для виживання, комбінуючи обидва для синтезу формальдегіду, який потім використовується для отримання органічних сполук. Вони характеризуються складною системою внутрішніх мембран, на яких і відбувається окиснення метану.
Метанотрофи зустрічаються здебільшого в ґрунтах, і особливо звичайні біля оточень, де виробляється метан, зокрема у океанах, в грязі, в болотах, підземних оточеннях, рисових полях тощо. Вони представляють особливий інтерес для дослідників, що вивчають глобальне потепління.
Легка детоксифікація деяких екологічних забруднювачів, таких як хлоровані вуглеводні, робить метанотрофів привабливими організмами для біоремедіації. Крім того, метан — потенційний парниковий газ, значно сильніший, ніж вуглекислий газ. Тому метанотрофи грають важливу роль в відновленні атмосферного метану в таких оточеннях, як рисові поля і болота, де виробництво метану відносно високе.
Згідно з відмінностями в методі фіксації формальдегіду і мембранній структурі, метанотрофи поділяють на дві групи, тип I і тип II, що класифікуються до родин Methylococcaceae і Methylocystaceae відповідно. Хоча обидві групи належать до протеобактерій, дерева, засновані на 16S рРНК, розміщують їх в різних підгрупах, тому вони еволюційно досить далекі. Проте, вони близько пов'язані з групами, які окислюють аміак, останні бактерії також можуть окислювати метан, хоча і не можуть використовувати його як джерело вуглецю.
Метанотрофи — особлива підгрупа метилотрофів, що загалом використовують одно-вуглецеві сполуки, менш окиснені, ніж вуглекислота. Більшість метилотрофів, проте, також можуть використовувати багато-вуглецеві сполуки, що відрізняє їх від метанотрофів, який зазвичай перебільшують тільки метан і окислювачі метанолу.
Недавно з'ясувалося, що метан може бути окисненим анаеробно суспільствами метан-окислювальних архей і сульфат-відновлювальних бактерій. Анаеробне окиснення метану було повідомлене у гідротермальних отворах і глибоководних морських опадах. Проте, механізм окиснення метану під анаеробними умовами все ще остаточно невідомий.